# Halowe Mistrzostwa Europy w Lekkoatletyce 1979 – skok wzwyż kobiet
Skok wzwyż kobiet – jedna z konkurencji technicznych rozgrywanych podczas halowych lekkoatletycznych mistrzostw Europy w hali Ferry-Dusika-Hallenstadion w Wiedniu. Rozegrano od razu finał 25 lutego 1979. Zwyciężyła reprezentantka Węgier Andrea Mátay. Tytułu zdobytego na poprzednich mistrzostwach nie broniła Sara Simeoni z Włoch.

## Rezultaty
Rozegrano od razu finał, w którym wzięło udział 10 zawodniczek.

Opracowano na podstawie materiału źródłowego.
| Miejsce | Zawodniczka        | Wynik |
| ------- | ------------------ | ----- |
| 1       | Andrea Mátay       | 1,92  |
| 2       | Urszula Kielan     | 1,85  |
| 3       | Ulrike Meyfarth    | 1,80  |
| 4       | Alessandra Fossati | 1,80  |
| 5       | Ann-Ewa Karlsson   | 1,80  |
| 6       | Jasmin Fischer     | 1,80  |
| 7       | Elżbieta Krawczuk  | 1,80  |
| 8       | Lidija Benedetič   | 1,80  |
| 9       | Vera Skotnická     | 1,75  |
| 10      | Donatella Bulfoni  | 1,70  |